# Tündéri keresztszülők (8. évad)
A Tündéri keresztszülők 8. évada hat epizódból áll. Amerikában 2011. február 12. és 2011. december 29. között futott.

## Epizódok
| #       | #   | Eredeti cím          | Magyar cím             | Eredeti premier    | Magyar premier    |
| ------- | --- | -------------------- | ---------------------- | ------------------ | ----------------- |
| 121     | 1   | Love Triangle        | Szerelmi háromszög     | 2011. február 12.  | 2012. április 5.  |
| 122-123 | 2-3 | Timmy's Secret Wish! | Timmy titkos kívánsága | 2011. november 23. | 2012. március 10. |
| 124     | 4   | Invasion of the Dads | Apák inváziója         | 2011. június 18.   | 2012. április 12. |
| 125     | 5   | When Losers Attack   | A Lúzerek támadása     | 2011. október 15.  | 2012. április 19. |
| 126     | 6   | Meet the OddParents  | A nagy leleplezés      | 2011. december 29. | 2012. április 26. |